# Celia Correas de Zapata
Celia Correas de Zapata (Mendoza, 9 de octubre de 1933-Clovis, California, 21 de agosto de 2022) fue una escritora, académica, y poeta argentina, siendo además una destacada estudiosa de la historia de las escritoras latinoamericanas.

## Biografía
Hija del destacado Edmundo Correas y nieta del célebre Juan de Dios Correas, ambos muy importantes en la historia de su ciudad natal: Mendoza. Es profesora de literatura en la Universidad Estatal de San José, en California.
Nacida en Argentina, actualmente reside en California. Ha editado, entre otras, la antología Short Stories by Latin America Women: The Magic and the Real con una introducción de Isabel Allende.

## Algunas publicaciones
- celia Correas de Zapata. 1985. “Escritoras latinoamericanas: sus publicaciones en el contexto de las estructuras del poder”. Revista Iberoamericana, volumen 51 : 591-603

### Libros
- celia Correas de Zapata. 2003. Short stories by Latin American women: the magic and the real. Modern Library Classics. Edición reimpresa de Modern Library, 246 pp. ISBN 0-8129-6707-0 artículo en línea, en castellano

- ------------------------------. 1999. Isabel Allende: vida y espíritus. 2ª edición de Plaza y Janes, 223 pp. ISBN 0-553-06100-3[8]

- ------------------------------. 1987. Aqua regia. Editores Universidad de Puerto Rico, en Mayagüez Campus, Río Piedras Campus, y Fundación Puertorriqueña de las Humanidades. 28 pp.

- ------------------------------. 1980. Tiempo ajeno (poesías). Editorial Trasterra, 47 pp.

- ------------------------------, lygia Johnson. 1980b. Detrás de la reja: antología crítica de narradoras latinoamericanas del siglo XX. Colección Continentes. Editor Monte Ávila Editores, 400 pp.

- ------------------------------. 1978. Ensayos hispanoamericanos. Volumen 1246 de Serie popular. Editor Corregidor, 291 pp.

- ------------------------------. 1976. Cruz del Sur: poemas. Editor B. Costa-Amic, 93 pp.

- ------------------------------. 1973. Ecos de Antonio Machado en Leopoldo Panero. 13 pp.

- ------------------------------. 1968. Cantos de evocación y ensueño. Editorial Troquel, 80 pp.

## Honores
- Directora de la «Conferencia 1976 de la Escritoras Interamericanas», una de las primeras conferencias de EE. UU. en ese campo